# 刘秉彦
刘秉彦（1915年—1998年），河北蠡县潘营村人，中华人民共和国政治人物，中国人民解放军开国少将。

## 生平
1928年考入保定育德中学，期间参加了共产党的外围组织“读书会”。1931年加入中国左翼作家联盟，并积极参加保定学界的抗日救亡运动。1934年秋，在外祖父的资助和表叔的帮助下，刘秉彦考入北京大学理学院数学系。
1935年12月12日，刘秉彦参加“北京学联”组织的参加一二九运动中的“一二·一二”示威游行，在“学联”的指示下，刘秉彦、杨雨民等人带领大批学生在景山与第二十九军军长宋哲元见面请愿。1936年参加“中华民族解放先锋队”。
1937年7月7日，卢沟桥事变爆发，刘秉彦到宛平城前线慰问第二十九军抗日官兵。1937年7月29日北平沦陷，刘秉彦根据中共党组织安排，经天津乘船到青岛上岸，乘火车到济南负责“华北流亡同学会”工作，收容流亡学生，分批转送到太原、西安八路军办事处投奔延安。1937年10月，刘秉彦根据中共党组织的指示回到家乡蠡县，组建抗日武装。接受吕正操改编的安次抗日游击司令朱占魁到蠡县，刘秉彦与他会面，1938年初的除夕刘秉彦带领潘营村30多名青年投奔大清河北的冀中人民自卫军独立第一支队（即吕正操改编的朱占魁部队）。育德中学老同学崔文炳和政治部组织科长王桂山介绍刘秉彦加入中国共产党，并被任命为独立第一支队特派员，负责情报和保卫工作。1938年2月19日，跟随独立第一支队攻打霸县县城，这是刘秉彦第一次参加战斗；21日收复霸县县城。1938年3月8日，天津日军派兵重新占领霸县县城，3月29日出兵扫荡岔河集一带，刘秉彦奉命率队在夹河村附近阻击日军，掩护转移群众，指挥部队毙伤日伪军30多人，完成阻击任务，这是刘秉彦第一次带兵打仗并取得胜利。后任支队组织科科长、支队政治部主任。1938年5月，吕正操的冀中人民自卫军和孟庆山的河北游击军正式改编为八路军第三纵队，同时成立八路军冀中军区；独立第一支队改为八路军第三纵队独立一团。1938年9月独立一团第一大队作战失利，大队长刘树芬身负重伤，刘秉彦调任一大队大队长。1938年11月12日，日军六千多人配以飞机、大炮，对大清河北抗日游击根据地进行长达二十多天的铁血大扫荡。1938年11月中旬指挥部队在永清县大站村全歼华北皇协军先遣司令部，毙伤伪军八百余人，俘副司令王俊峰及部下五百多人，缴获了三百多支枪和大量子弹，随后刘秉彦率部转移到平汉铁路以西的晋察冀第一分区休整。1939年9月刘秉彦率部返回大清河北的老游击区，冀中军区以刘秉彦率领的第一大队为基础扩编成为冀中军区第五军分区第32团，刘秉彦任团长，老红军王逸群任政委，随即开始了1939年反日伪军秋季大扫荡。10月13日，刘秉彦指挥所部队在安次县南部的张坨村依托村落工事，毙伤日伪军三百余人，击毁装甲车两辆，缴获机枪两挺，并于夜间顺利突围。随后日伪军又发动了1939年冬季大扫荡，刘秉彦率部外线出击、寻机歼敌，1939年12月20日第32团打掉霸县马坊镇据点，22日袭击廊坊火车站，炸毁北宁铁路军用火车一列，又袭击多处据点。后任冀中第九军分区副参谋长、第十军分区参谋长。1942年五一大扫荡后，为保存实力，冀中十分区主力部队转移至平汉路西的山区，刘秉彦临危受命任第十军分区司令员，带领小股部队留下，在大清河的芦苇荡中坚持抗战到底。1942年6月24日，刘秉彦日军扫荡间隙，抓住战机歼灭一股日军剔抉队，俘日军中队长伊豆文雄。1945年5月至8月间，刘秉彦指挥所部与友邻部队共同发起了文新战役、子牙河东战役、大清河北战役，扩大了抗日根据地。
第二次国共内战期间，担任冀中军区第二纵队二旅旅长、第二纵队参谋长，冀中军区第二十旅旅长，中国人民解放军第205师师长，参加平津战役等。
中华人民共和国成立后，任华北军区防空军司令部参谋长、代司令员，参加朝鲜战争。任中央军委防空军司令部副参谋长，国防部第五研究院副院长。1955年被授中国人民解放军少将军衔。
1960年任中华人民共和国第三机械工业部副部长兼导弹总局局长，第七机械工业部副部长，第八机械工业总局局长、第八机械工业部常务副部长。1981年任中共河北省委书记，河北省代省长、省人大常委会主任。1995年离休。
第一、五、六届全国人民代表大会代表，中国共产党第十二次全国代表大会代表。  
著有《抗日战争中的战术问题》、《京律保三角地带的斗争策略问题》等。